# Nieborów (województwo łódzkie)

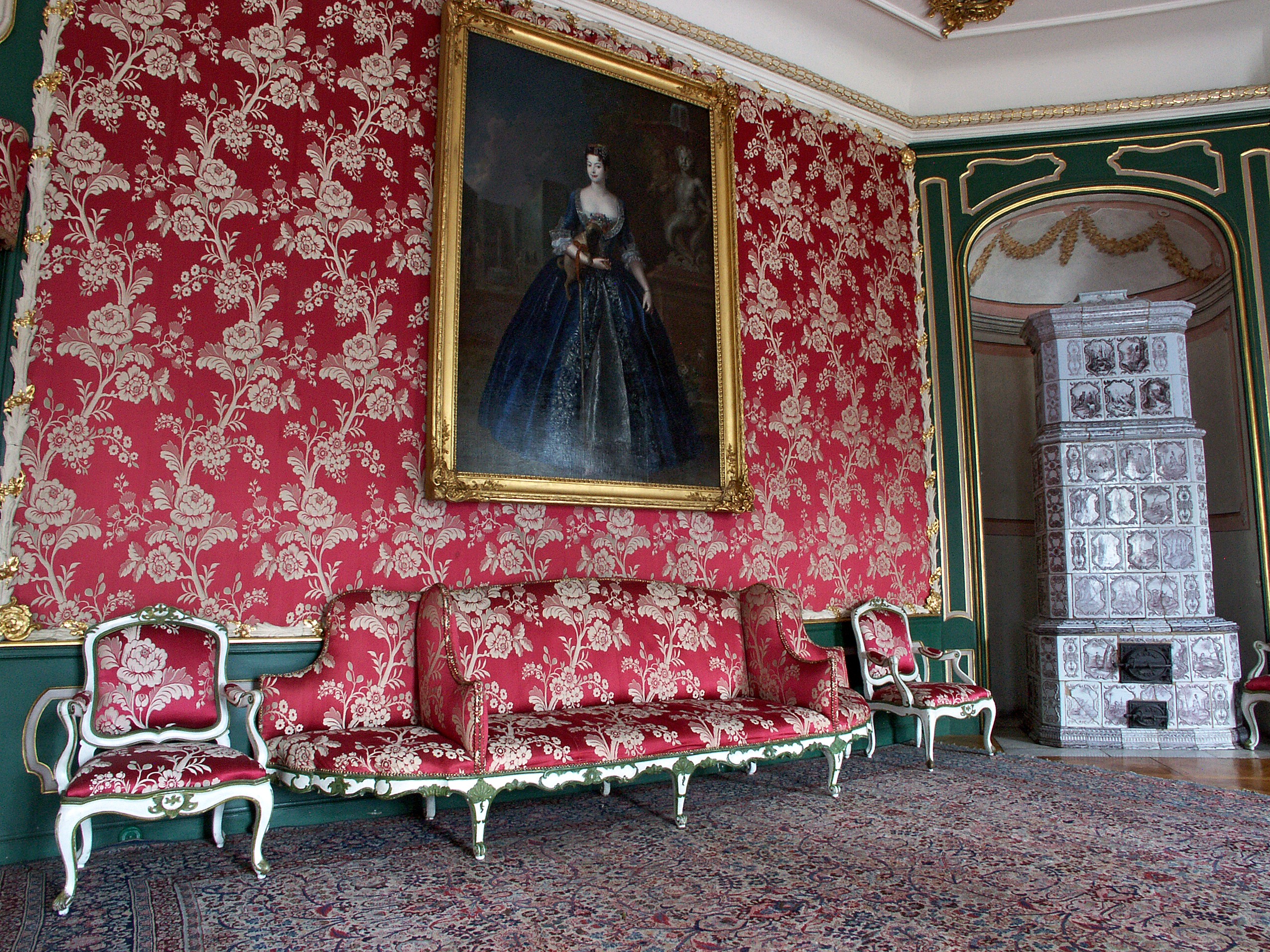
Pałac, Salon Czerwony z portretem Anny Orzelskiej pędzla Antoine’a Pesne’a

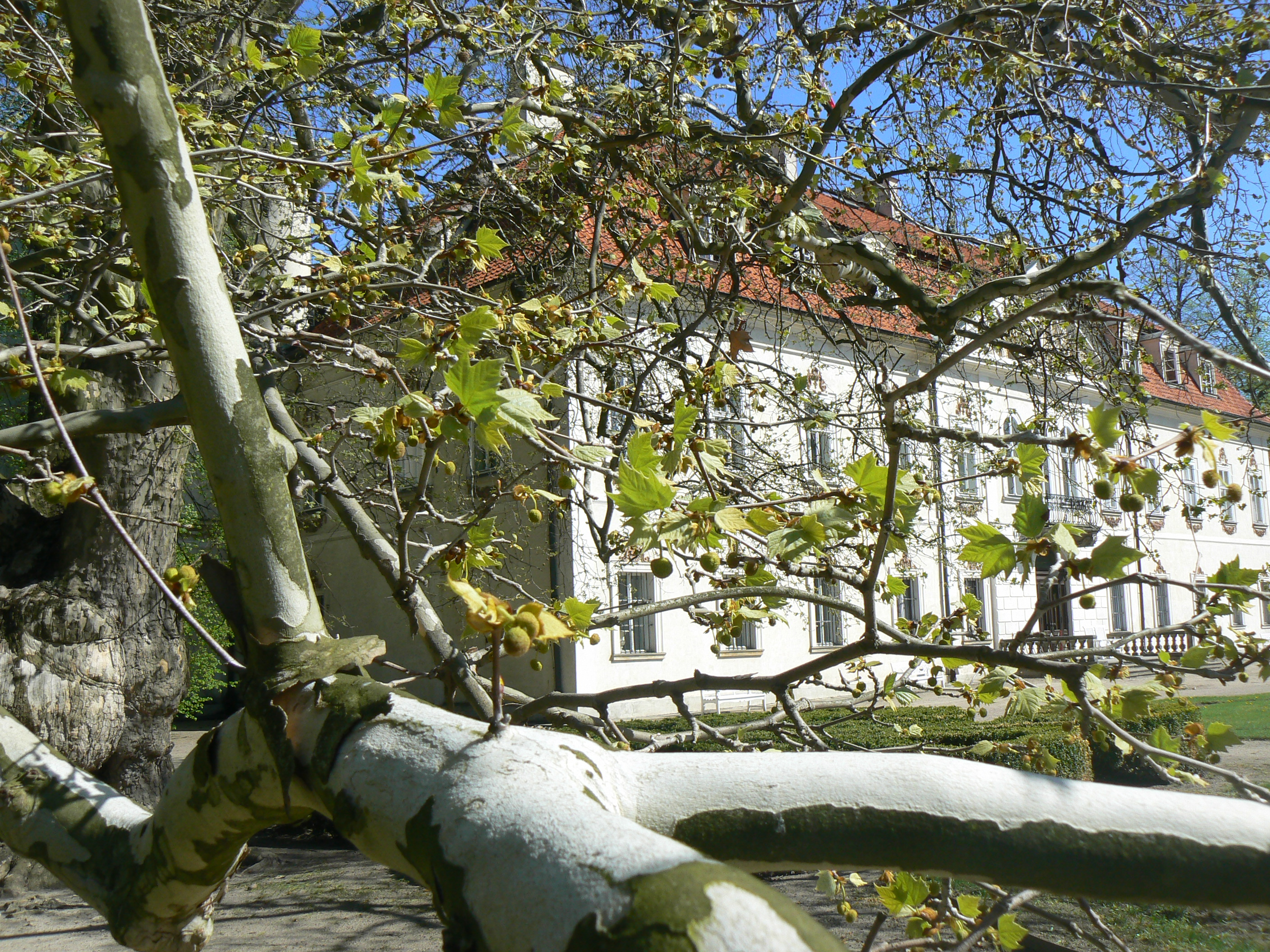
Owoce i liście platana rosnącego w parku przy pałacu Radziwiłłów w Nieborowie.

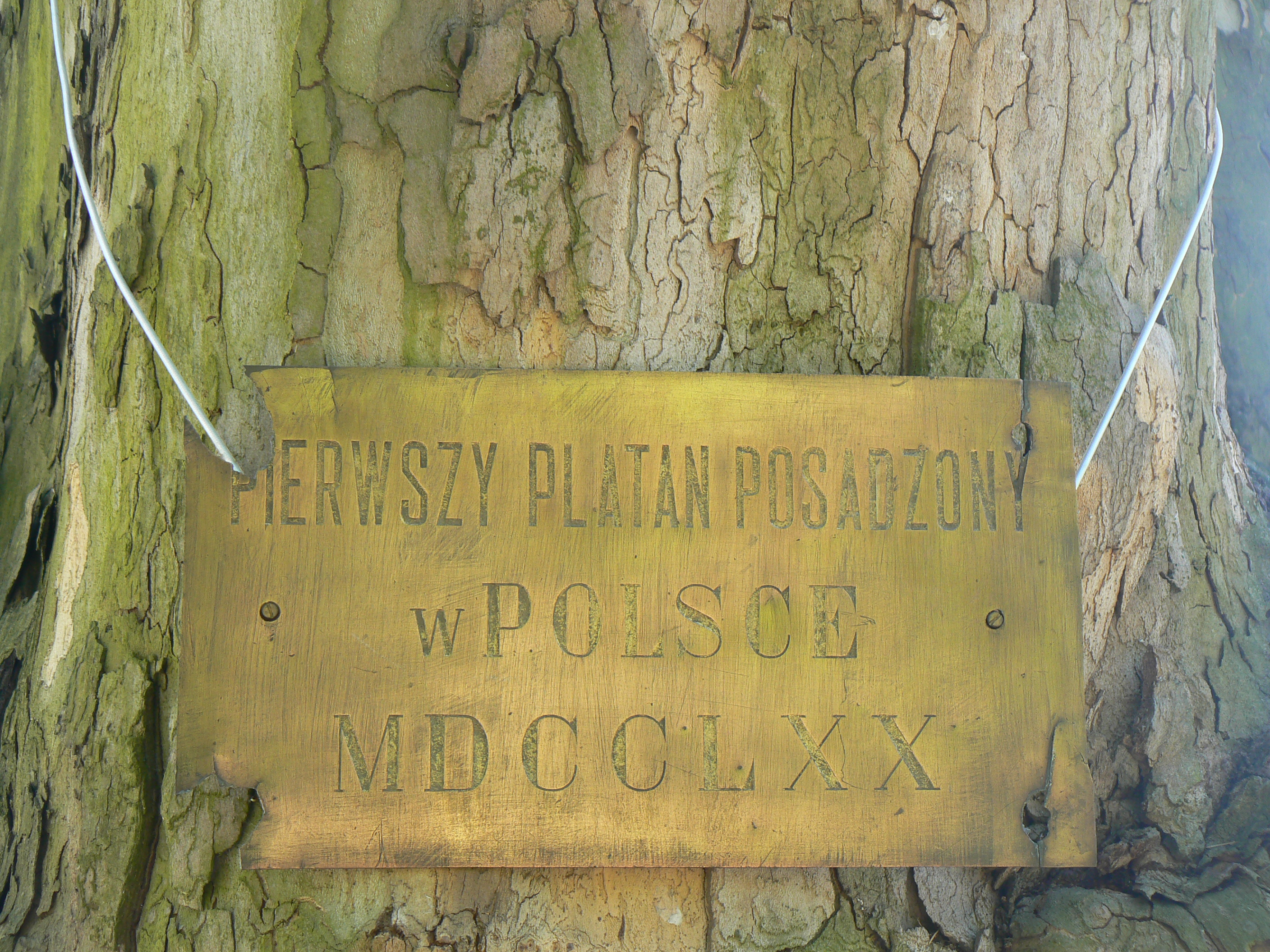
Tabliczka informacyjna, wisząca na platanie w Nieborowie.

Nieborów – wieś w Polsce położona w województwie łódzkim, w powiecie łowickim, w gminie Nieborów.
Wieś szlachecka położona była w drugiej połowie XVI wieku w powiecie sochaczewskim ziemi sochaczewskiej województwa rawskiego. W latach 1975–1998 miejscowość administracyjnie należała do województwa skierniewickiego.
Miejscowość jest siedzibą gminy Nieborów.

## Integralne części wsi
| SIMC    | Nazwa            | Rodzaj    |
| ------- | ---------------- | --------- |
| 0733429 | Brzóstowa        | część wsi |
| 0733441 | Nieborów-Parcela | część wsi |
| 0733464 | Zygmuntów        | część wsi |

## Historia
Gmina Nieborów położona jest w dolinie rzeki Bzury wśród charakterystycznego dla tej części Mazowsza krajobrazu nizinnego. Okolice Nieborowa były zaludniane od dawna, o czym świadczą odkryte w pobliskiej Wólce Łasieckiej, a ostatnio w Kompinie, stanowiska kulturowe z późnego okresu rzymskiego (III-IV w. n.e.).
Na południowy zachód od Nieborowa, w pobliżu Bełchowa, występowała tzw. Pustynia Nieborowska, której piaski do niedawna wykorzystywane były w hutnictwie szkła.
Nazwa Nieborów (w brzmieniu Nyeborowo lub Nyeborow) pojawia się w źródłach historycznych po raz pierwszy w dokumentach kościelnych z XIV wieku, wykazujących sumy pobierane w diecezji tytułem świętopietrza. Nazwa Nieborów jest nazwą dzierżawczą, założycielem jej mógł być zatem bliżej nieznany Niebor, którego imię jest zaświadczoną w źródłach formą antroponimiczną. Na początku XVI w. wzniesiono w Nieborowie gotycko-renesansowy dwór, który przetrwał do końca XVII w. Dobra nieborowskie stanowiły wówczas własność rodu Nieborowskich herbu Prawda.
W 1694 r. dobra Nieborowskich kupił prymas Polski kardynał Michał Stefan Radziejowski, który wzniósł barokowy pałac zaprojektowany przez Tylmana z Gameren.
W XVIII w. dobra często zmieniały właściciela. W 1774 r. Nieborów objął wojewoda wileński Michał Hieronim Radziwiłł, który wyposażył pałac w stylowe meble, tkaniny, obrazy i rzeźby oraz przedmioty rzemiosła artystycznego. Założył bogatą w zbiory bibliotekę (ponad 10 tys. woluminów dzieł polskich i obcych w tym starodruki z XV w.). Jego żona Helena z Przeździeckich Radziwiłłowa założyła w tym czasie słynny ogród romantyczny w Arkadii. Stał się on miejscem spotkań twórców epoki oświecenia.
Założona w 1881 r. przez Michała Piotra Radziwiłła manufaktura majoliki dostarczała do pałacu ozdobne piece kaflowe i ceramikę artystyczną, która z czasem utworzyła cenny zespół majoliki nieborowskiej.
Dobra nieborowskie pozostały w rękach Radziwiłłów do lutego 1945 r., następnie zespół pałacowo-parkowy w Nieborowie i Arkadii został oddziałem Muzeum Narodowego w Warszawie.

## Zabytki
Do rejestru zabytków wpisane są następujące obiekty:
- kościół pw. MB Bolesnej, 1871-83, nr rej.: 521 z 27.12.1979
- cmentarz rzymskokatolicki, 2 poł. XIX, nr rej.: 802 A z 20.11.1991
- zespół pałacowy, obecnie muzeum, XVIII, XIX-XX:
  - pałac, nr rej.: 116-VI-25 z 18.01.1962 oraz 146 z 12.08.1967
  - browar, nr rej.: 547 z 12.08.1967
  - oranżeria I, nr rej.: 548 z 12.08.1967
  - oranżeria II, nr rej.: 549 z 12.08.1967
  - spichrz, nr rej.: 550 z 12.08.1967
  - oficyna, nr rej.: 551 z 12.08.1967
  - dom oficjalisty I, nr rej.: 552 z 12.08.1967
  - dom oficjalisty II, nr rej.: 553 z 12.08.1967
  - stajnia, nr rej.: 554 z 12.08.1967
  - wozownia, nr rej.: 555 z 12.08.1967
  - budynek zarządu, nr rej.: 556 z 12.08.1967
  - kuźnia, nr rej.: 557 z 12.08.1967
  - chlew, nr rej.: 558 z 12.08.1967
  - budynek gospodarczy w parku, nr rej.: 559 z 12.08.1967
  - obora, nr rej.: 560 z 12.08.1967
  - park, nr rej.: 147-P-VI-2 z 26.10.1948, 98/561 z 12.09.1967 oraz 98 z 19.05.1982
- dwie aleje (Nieborów-Łasieczniki, Nieborów-Piaski), nr rej.: A/1150/296 z 5.05.1980

## Urodzeni w Nieborowie
- Stefan de Latour (ur. 2 sierpnia 1862, zm. 9 listopada 1923 w Toruniu) – generał major Armii Imperium Rosyjskiego, generał brygady Wojska Polskiego, kawaler Orderu Virtuti Militari.
- Wilhelm Kotarbiński (1848-1921) - malarz

## Pozostałe informacje
- W Nieborowie realizowano zdjęcia do filmu Akademia pana Kleksa, Pan Samochodzik i niesamowity dwór oraz serialu W krainie Władcy Smoków. Nakręcono tu również odcinek amerykańsko-polsko-brytyjskiego serialu telewizyjnego Sherlock Holmes and Doctor Watson (1980), zatytułowany The speckled band (w rolach głównych: Geoffrey Whitehead oraz Donald Pickering), a także był rezydencją biskupa w polskim serialu Ojciec Mateusz (w roli głównej Artur Żmijewski).
- W Nieborowie rosną dwa okazałe platany posadzone około 1770 roku[8].

## Komunikacja
Nieborów ma bezpośrednie połączenia autobusowe PKS z miejscowościami:
- Skierniewice
- Łowicz

W latach osiemdziesiątych i na początku lat dziewięćdziesiątych do Nieborowa kursował autobus miejski o numerze 10 Miejskich Zakładów Komunikacyjnych w Skierniewicach.
We wsi funkcjonuje prywatne, śmigłowcowe lądowisko Nieborów, zakładu zajmującego się naprawą oraz rozwojem sprzętu pożarniczego – ZNSP Wyszogrodzki. Istnieje tu też prywatne muzeum motoryzacji.